# M41 155mm自走榴弾砲
M41 155mm自走榴弾砲（エム41 155ミリメートルじそうりゅうだんほう、英語：M41 155 mm Howitzer Motor Carriage）は、アメリカ陸軍の自走砲である。

## 概要
アメリカ陸軍では、M24軽戦車の車体を用いて各種自走砲を開発する「ライト・コンバット・チーム」構想が存在した。これに基づき、155mm榴弾砲搭載の自走砲として開発されたものがT64E1である。本車は、エンジン室を車体中央に移動させたT65E1（M19対空自走砲の試作型）の車体を流用し、後部に155mm榴弾砲M1を装備した。主砲の射程は14.9kmで、搭載砲弾数は22発であった。
試作車は1944年12月に完成し、試験では発砲時の爆風で雑具箱などが破損したため、雑具箱やアンテナなどの配置変更の後、1945年6月28日にM41 HMC（Howitzer Motor Carriage）として制式化された。
本車はマッセイ・ハリス社で生産されたが、1945年9月までに60両が完成したに留まり、第二次世界大戦には間に合わず、朝鮮戦争で使用された。
1953 年の紛争終結時には米軍が使用し、フランスは 1956 年から 1972 年まで使用しました。

## 登場作品

### ゲーム
『World of Tanks』
アメリカ自走砲「M41 HMC」として開発可能。